# Admiral Karpfanger
Die Admiral Karpfanger (früher die belgische L’Avenir, französisch für Die Zukunft), war eine deutsche Viermastbark, die 1937 von der HAPAG als Segelschulschiff angekauft wurde. Sie ging auf ihrer ersten Auslandsreise von Australien nach Europa vermutlich im Seegebiet von Kap Hoorn im März 1938 verschollen. Alle 60 Besatzungsmitglieder, davon 33 Kadetten im Alter von 15 bis 18 Jahren, gelten als vermisst.

## Technische Daten
- Konstruktion: Stahl, sowohl Rumpf als auch Masten
- Größe: 2853 BRT
- Antrieb: Segel
- Funk: Funktelegraphieanlage, betrieben durch Generator
- Namensgeber: Admiral Berend Jacobsen Karpfanger

## Einsatz alsL’Avenir
Die L’Avenir wurde nach ihrer Indienststellung 1908 gut 20 Jahre als Schulschiff in der belgischen Handelsmarine genutzt. Aus dieser Zeit sind keine besonderen Zwischenfälle bekannt.
Anfang der 1930er Jahre wurde sie aufgrund der Weltwirtschaftskrise an den finnischen Reeder Gustaf Erikson verkauft, der eine Flotte von Frachtseglern unterhielt, die er in der australischen Weizenfahrt einsetzte.

## Einsatz alsAdmiral Karpfanger
1937 wurde die L’Avenir von der HAPAG erworben, die das Schiff als Schulschiff für ihre Offizierskadetten nutzten wollte. Das Schiff wurde grundüberholt, in Admiral Karpfanger (nach dem Hamburger Kapitän Berend Jacobsen Karpfanger) umbenannt und vom Germanischen Lloyd in die Klasse 100 A4 eingestuft.
Im September 1937 lief die Bark von ihrem neuen Heimathafen Hamburg mit einer Besatzung von 60 Mann (27 Mann Stammbesatzung, 33 Kadetten) unter Kapitän Reinhold Walker nach Australien aus. Im Dezember traf sie in Port Germein im Spencer-Golf (Südwestaustralien) ein und übernahm eine Ladung von 42.549 Sack Weizen.
Am 8. Februar 1938 lief die Admiral Karpfanger aus Port Germein aus mit dem Ziel Falmouth bzw. Queenstown (Irland). Die Reiseroute führte dabei um Kap Hoorn. Noch vor der Ausreise hatte Kapitän Walker der Reederei mitgeteilt, dass der Generator der Funktelegraphieanlage nicht einwandfrei arbeitete. Walker hatte die Order, die Reederei über Funk mindestens alle 14 Tage über den Standort des Schiffs zu informieren.
Am 1. März 1938 meldete die Bark über Norddeich Radio ihre Position mit 51° südlicher Breite und 172° östlicher Länge. Sie befand sich damit auf der üblichen Segelroute zwischen Südaustralien und Kap Hoorn, war aber offenbar nicht mit der erwarteten Geschwindigkeit vorangekommen. Die Ursache hierfür ist unbekannt. Am 12. März 1938 bestätigte die Admiral Karpfanger den Empfang eines Funkspruchs. Dies war das letzte Lebenszeichen der Bark.
Erling Tambs beschreibt in seinem Buch Kreuzfahrten des Grauens ein direktes Treffen mit der Admiral Karpfanger im Oktober 1937 nördlich von Las Palmas. Er lässt sich vom Kapitän und zwei seiner Offizieren die aktuelle Position (17 Grad 4 Minuten West, 30 Grad 24 Minuten Nord) und die aktuelle Uhrzeit geben. In dem Buch ist auch ein Foto der Bark unter voller Besegelung abgebildet. In der Bildunterschrift steht „...Tambs ist einer der Letzten, die dieses stolze Schiff sehen“.

## Suche nach derAdmiral Karpfanger
Obwohl die vereinbarten Funkmeldungen über die jeweilige Position der Bark ausblieben, herrschte bei der Reederei anfänglich keine Besorgnis, da man davon ausging, dass die Funkanlage schließlich völlig ausgefallen war. Erst fünf Monate nach dem Eintreffen des letzten Funkspruchs, also im August 1938, erkannte man in Hamburg, dass das Schiff überfällig war. Es kam auf den Rückversicherungsmarkt; ein Indiz dafür, dass die Versicherer von einer hohen Wahrscheinlichkeit ausgingen, dass die Bark verloren gegangen war.
Die HAPAG leitete eine eigene Suchaktion ein. Das Motorschiff Leuna wurde angewiesen, von der Rückfahrt aus Australien nicht wie geplant die Westroute durch den Sueskanal zu nehmen, sondern die Ostroute um Kap Hoorn. Außerdem wurden Nachforschungen bei Schiffen angestellt, die in der fraglichen Zeit die Route befahren hatten. Doch weder die Durham noch die Waiwera, beide unter britischer Flagge, hatten die Bark gesichtet oder Funksprüche von ihr aufgefangen. Die Durham meldete jedoch, dass sie auf der Route um Kap Hoorn Eisberge gesichtet hatte.
Die argentinische Regierung entsandte das Kontrollschiff Bahia Blanca in die Region um Kap Hoorn, doch sie fand weder Wrackteile, Überlebende oder irgendwelche Spuren, die Hinweise auf die Admiral Karpfanger gegeben hätten.

## Seeamtsverhandlung und Wrackfunde

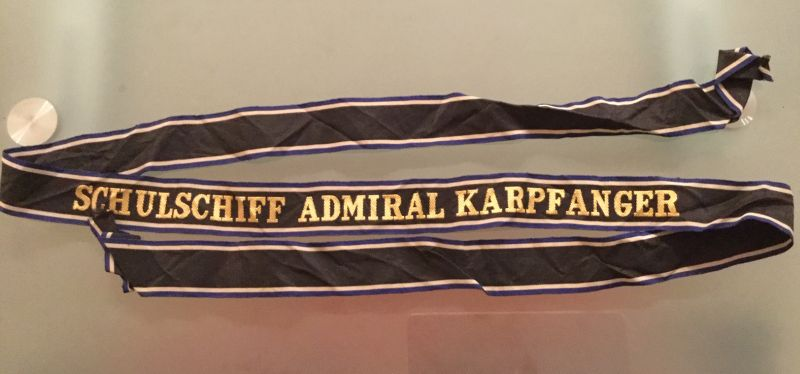
Mützenband (Cap Tally) der Admiral Karpfanger

Am 21. September 1938 wurde die Admiral Karpfanger in der Seeamtsverhandlung in Hamburg für verschollen erklärt.
Jahre später wurden an der patagonischen Küste von dem argentinischen Schlepper Galvarino Wrackteile aufgefunden, die der Admiral Karpfanger zugeordnet wurden, darunter hölzerne Schiffstüren mit deutschen Aufschriften und ein 6,40 m langes Holzstück von einem Mast oder einer Rah. Diese Gegenstände wurden von der Galvarino im Hafen von Ushuaia angelandet. Noch später wurden weitere Wrackstücke gefunden, so eine Kiste mit der Aufschrift Frieretsen Wellington und Trümmer eines Rettungsbootes, die auf Wollaston Island angetrieben worden waren. In der Aguirre Bay auf der argentinischen Seite Feuerlands wurde ein nicht zu identifizierender Rettungsring angeschwemmt, der jedoch der Admiral Karpfanger zugeschrieben wurde.
Bis heute wird angenommen, dass die Bark entweder mit einem Eisberg zusammengestoßen oder auf einem Riff aufgelaufen und dann sofort abgeglitten ist. Jedenfalls muss der Unfall so plötzlich eingetreten sein, dass keine Rettungsboote mehr ausgesetzt werden konnten.
Im Sommer 2018 tauchte bei einem Antiquitätenhändler in Buenos Aires ein Mützenband (cap tally) der Admiral Karpfanger auf, das daraufhin von einem Enkel Kapitän Walkers erworben wurde. Die ursprüngliche Herkunft des gut erhaltenen Bandes ist nicht bekannt.

## Verschollene Mannschaft

### Kapitän
- Reinhold Walker

### Offiziere
- 1. Feodor Eylmann
- 2. Otto Piper
- 3. Hans Schönberg
- 4. Helmut Goele

### Schiffsarzt
- Ernst-Walter Heitchen

### Navigationslehrer
- Erich Kollwitz

### Stammbesatzung

#### Segelmacher
- Kurt Bruer

#### Zimmermann
- Heinz Koop

#### Koch
- Gustav Pfeiffer

#### Kochsmaat
- Hugo Weiss

#### Steward
- Otto Plath

#### Oberheizer
- Karl Lenz
- Axel Nilsdotter

#### Messejungen
- Günther Häussler
- Günther Fröhling

### Offiziersanwärter

#### Matrosen
- Max Koch
- Heinz Lache
- Christen Lorenzen
- Jürgen Miehlmann
- Otto Oether
- Friedrich Rauen
- Walter Schäberle
- Siegfried Trappmann

#### Leichtmatrosen
- Hans Albertsen
- Karl Bellingen
- Johannes Linder
- Josef Müller
- Wolfgang Wittmis

#### Jungen
- Wolf-Dieter Bever
- Fritz Borgwardt
- Heinz Le Coutre
- Heinz Dierks
- Werner Düsing
- Heinz Eilers
- Hubert Endesfelder
- Klaus Frick
- Georg Gretges
- Hans Grögor
- Josef Heger
- Hubert Hösel
- Erwin Holm
- Gustav von Husen
- Jens Jensen
- Lothar Klinkhardt
- Ralf Kröger
- August Lammers
- Eckehard Lippert
- Degen Moeltgen
- Hans-Georg Nebling
- Rolf Neuburger
- Reinhold Oppermann
- Klaus Roye
- Günther Ruhkiek
- Günther Schmiga
- Hans Bruno Schneider
- Peter Vogel
- Theodor Werth
- Hans Wiechmann
- Herbert Zanger

Eine Gedenktafel im Portalbereich der Hamburger Hauptkirche St. Michaelis erinnert an die Admiral Karpfanger und ihre „für deutsche Seegeltung gebliebenen“ 60 Mann Besatzung.